# Alyxia loeseneriana
Alyxia loeseneriana är en oleanderväxtart som beskrevs av Rudolf Schlechter. Alyxia loeseneriana ingår i släktet Alyxia och familjen oleanderväxter. Inga underarter finns listade i Catalogue of Life.